# Agrotis elegans
Agrotis elegans är en fjärilsart som beskrevs av Köhler 1945. Agrotis elegans ingår i släktet Agrotis och familjen nattflyn. Inga underarter finns listade i Catalogue of Life.